# Unione Sportiva Arezzo 1979-1980
Questa voce raccoglie le informazioni riguardanti l'Unione Sportiva Arezzo nelle competizioni ufficiali della stagione 1979-1980.

## Rosa
| N. |                   | Ruolo | Calciatore           |
| -- | ----------------- | ----- | -------------------- |
|    | Italia (bandiera) | D     | Alessandro Ardimanni |
|    | Italia (bandiera) | C     | Andrea Baldi         |
|    | Italia (bandiera) | C     | Alberto Berti        |
|    | Italia (bandiera) | D     | Silvio Cei           |
|    | Italia (bandiera) | C     | Renato Colusso       |
|    | Italia (bandiera) | C     | Frediani Maurizio    |
|    | Italia (bandiera) | P     | Gastone Giacinti     |
|    | Italia (bandiera) | A     | Graziano Giangeri    |
|    | Italia (bandiera) | P     | Giuliano Giuliani    |
|    | Italia (bandiera) | C     | Adriano Malisan      |

| N. |                   | Ruolo | Calciatore        |
| -- | ----------------- | ----- | ----------------- |
|    | Italia (bandiera) | A     | Pietro Michesi    |
|    | Italia (bandiera) | C     | Domenico Neri     |
|    | Italia (bandiera) | A     | Primo Pasquali    |
|    | Italia (bandiera) | D     | Gianfranco Platto |
|    | Italia (bandiera) | D     | Massimo Quercioli |
|    | Italia (bandiera) | D     | Paolo Razzoli     |
|    | Italia (bandiera) | C     | Valdes Tarquini   |
|    | Italia (bandiera) | C     | Massimo Tassara   |
|    | Italia (bandiera) | D     | Alessandro Zanin  |

## Risultati

### Serie C1

#### Girone di andata
| 30 settembre 1979 1ª giornata | Reggina | 0 – 2 | Arezzo |  |

| 7 ottobre 1979 2ª giornata | Arezzo | 1 – 0 | Chieti |  |

| 14 ottobre 1979 3ª giornata | Anconitana | 1 – 0 | Arezzo |  |

| 21 ottobre 1979 4ª giornata | Arezzo | 3 – 0 | Montevarchi |  |

| 28 ottobre 1979 5ª giornata | Turris | 1 – 0 | Arezzo |  |

| 4 novembre 1979 6ª giornata | Arezzo | 1 – 0 | Siracusa |  |

| 11 novembre 1979 7ª giornata | Nocerina | 1 – 1 | Arezzo |  |

| 18 novembre 1979 8ª giornata | Arezzo | 1 – 1 | Foggia |  |

| 25 novembre 1979 9ª giornata | Arezzo | 2 – 0 | Rende |  |

| 2 dicembre 1979 10ª giornata | Teramo | 1 – 1 | Arezzo |  |

| 9 dicembre 1979 11ª giornata | Arezzo | 0 – 0 | Campobasso |  |

| 16 dicembre 1979 12ª giornata | Livorno | 0 – 0 | Arezzo |  |

| 23 dicembre 1979 13ª giornata | Arezzo | 0 – 1 | Catania |  |

| 6 gennaio 1980 14ª giornata | Salernitana | 1 – 0 | Arezzo |  |

| 13 gennaio 1980 15ª giornata | Empoli | 0 – 1 | Arezzo |  |

| 20 gennaio 1980 16ª giornata | Arezzo | 2 – 1 | Benevento |  |

| 27 gennaio 1980 17ª giornata | Cavese | 0 – 0 | Arezzo |  |

#### Girone di ritorno
| 3 febbraio 1980 18ª giornata | Arezzo | 0 – 0 | Reggina |  |

| 10 febbraio 1980 19ª giornata | Chieti | 1 – 0 | Arezzo |  |

| 17 febbraio 1980 20ª giornata | Arezzo | 2 – 0 | Anconitana |  |

| 24 febbraio 1980 21ª giornata | Montevarchi | 1 – 2 | Arezzo |  |

| 2 marzo 1980 22ª giornata | Arezzo | 0 – 0 | Turris |  |

| 9 marzo 1980 23ª giornata | Siracusa | 1 – 0 | Arezzo |  |

| 16 marzo 1980 24ª giornata | Arezzo | 2 – 0 | Nocerina |  |

| 23 marzo 1980 25ª giornata | Foggia | 1 – 0 | Arezzo |  |

| 30 marzo 1980 26ª giornata | Rende | 0 – 0 | Arezzo |  |

| 13 aprile 1980 27ª giornata | Arezzo | 0 – 0 | Teramo |  |

| 20 aprile 1980 28ª giornata | Campobasso | 1 – 1 | Arezzo |  |

| 27 aprile 1980 29ª giornata | Arezzo | 1 – 0 | Livorno |  |

| 11 maggio 1980 30ª giornata | Catania | 2 – 1 | Arezzo |  |

| 18 maggio 1980 31ª giornata | Arezzo | 1 – 0 | Salernitana |  |

| 25 maggio 1980 32ª giornata | Arezzo | 0 – 0 | Empoli |  |

| 1º giugno 1980 33ª giornata | Benevento | 1 – 0 | Arezzo |  |

| 8 giugno 1980 34ª giornata | Arezzo | 1 – 2 | Cavese |  |